# Roque del Oeste
Roque del Oeste is een klein rotsachtig eiland van de Canarische Eilanden (Spanje), ten noorden van Lanzarote, dat tot de Chinijo-archipel behoort. Het is slechts anderhalve hectare groot en op zijn hoogste punt 41 meter boven de zeespiegel. Het wordt ook wel Roque del Infierno (Hellerots) genoemd vanwege zijn gevaar voor de scheepvaart. Het hoort bij de gemeente Teguise en vormt, net zoals de andere onbewoonde eilanden van de archipel, een natuurreservaat.